# Tirs
Tirs (starogrčki: θύρσος) bio je štap od golemog komorača (Ferula communis) prekriven bršljanom i lišćem, ponekad omotan tenijama i na vrhu češer bora, artičoke, ili grozdom lišća vnove loze i grožđa ili lišća bršljana i bobica, nošenih tijekom helenskih svetkovina i vjerskih ceremonija. Tirs se tipično povezuje s grčkim bogom Dionizom, te predstavlja simbol blagostanja, plodnosti i hedonizma slično kao i Dioniz.

## Vjerska i ceremonijalna uporaba
U grčkoj religiji, štap su nosili Dionizovi poklonici. Euripid je zapisao da je med kapao iz tirsosa koje su nosile Bakhičke menade. Tirs je bio sveto glazbalo u vjerskim obredima i svečanostima .
Čudesna Bakhusova povijest govori o tome da je tirsi koje su nosili on i njegovi sljedbenici pretvorio u opasno oružje, tako što je sakrio željezni vrh u glavi lišća. Stoga se njegov tirs naziva "kopljem obavijenim lišćem vinove loze", a smatralo se da njegov vrh izaziva ludilo.

## Simbolizam
Tirs, povezan s Dionizom (ili Bakhom) i njegovim sljedbenicima, Satirima i Menadama (ili Bakantima), simbol je prosperiteta, plodnosti, hedonizma i zadovoljstva/užitka općenito. Tirs se bacao u bakhijskom plesu:
Pentej : Tirs - u desnoj ruci da ga držim?
Ili sam stoga više poput bakanalice?
Dioniz : U desnici, a desnom nogom podigni ga." 
Ponekad se tirs prikazivao zajedno s kantharos peharom za vino, drugim Dionizovim simbolom, tvoreći kombinaciju muškarca i žene. 

## U literaturi
U Ilijadi, Diomed, jedan od vodećih ratnika Ahejaca, spominje tirs dok je razgovarao s Glaukom, jednim od likijskih zapovjednika u trojanskoj vojsci, o Likurgu, kralju Skirosa:
On je bio taj koji je/vozio dojilje koje su bile zadužene/za pomahnitali Bakhus kroz zemlju Nysa,/i one su bacale svoje tirse na tlo dok ih je/ubojiti Likurg tukao svojim volovskim ostrom.
Tirs se izričito pripisuje Dionizu i njegovim sljedbenicima u Euripidovoj drami, Bakhantice, grčkoj tragediji koja opisuje degradaciju Tebe kao opravdanje za ukaljano ime Dionizove smrtne majke. Priča okružuje ubojstvo mladog kralja i indoktrinaciju svih tebanskih žena u Dionizov kult, s tirsom koji služi kao svojevrsna oznaka za članove.
Da podignem svoj bahički poklič, i obučem sve koji se odazovu/ u ruho od srne kože, i stavim svoj tirs u njihove ruke–/ Oružje ovjenčano mladicama bršljana. Euripid također piše: "Postoji surova divljina u štapićima od komorača - dobro ga štujte."
Platon opisuje hedonističku konotaciju tirsa, a time i Dioniza, u svom filozofskom Fedonu:
Shvaćam da su utemeljitelji misterija imali pravo značenje i da nisu bili obične tričarije kad su davno nagovijestili slikom da će onaj tko prijeđe neposvećen i neiniciran u donji svijet živjeti u slapuru, nego da onaj tko tamo stigne nakon inicijacije a pročišćenje će stanovati s bogovima. Jer 'mnogi su', kako se kaže u misterijama, 'nositelji tirsa, ali malo ih je mistika' – što znači, kako ja tumačim riječi, pravi filozofi.
U drugom dijelu Fausta Johanna Wolfganga von Goethea, Mefistofeles pokušava uhvatiti Lamiju, samo da bi otkrio da je ona iluzija i da umjesto toga drži tirs. Predstava sadrži glavne teme grijeha i hedonizma i povezuje se s Dionizom kroz tirs:
Pa, onda ću jednog visokog uhvatiti. A sada tirs grabim! Samo češerka kao glava.
Robert Browning usput spominje tirs u Biskup naređuje njegovu grobnicu u crkvi svetog Praxeda, dok umirući biskup brka kršćansku pobožnost s klasičnom ekstravagancijom. Ovidije govori o Bakhusu koji nosi tirs i njegovim sljedbenicima koji čine isto u svojoj III knjizi Metamorfoza, koja je prepričavanje Bakhantica.
Reljef u bronci koji si mi obećao,/One pane i nimfe za koje se brineš, i možda/Neki tronožac, tirs, s vazom ili slično.

## Galerija
- Menada koristi svoj thyrsos da obrani Satira, keramika crvenih figura kylix, oko 480 pr.
- Rimski reljef koji prikazuje Menadu kako drži tirs, 120.–140. Muzej Prado, Madrid
- Freska satira koji korača i nosi tirs naslikana u 1. st.; Arheološki park Baiae
- "Bacchus Triumphant" John Reinhard Weguelin (1882.)
- Bakhant koji drži tirs: "Malice" William-Adolphe Bouguereau (1899.)

## Reference
- Casadio, Giovanni; Johnston, Patricia A., Mystic Cults in Magna Graecia, University of Texas Press, 2009
- Ferdinand Joseph M. de Waele, The magic staff or rod in Græco-Italian antiquity, Drukkerij Erasmus, 1927

## Vanjske poveznice
- Thyrsus,  A Dictionary of Greek and Roman Antiquities (1890)
- Thyrsus, Encyclopædia Britannica Online
- Thyrsus, The Ancient Library
- Thyrsus, Perseus Project